# 昨夜星辰
《昨夜星辰》是中國電視公司1984年連續劇，冠眾傳播製作，吳桓導演，玉笠人編劇，寇世勳、沈時華、馬之秦、張佩華領銜主演，於每週二九點檔「創作劇坊」播出，共30集。
1981年1月1日，中視推出九點半檔連續劇《深秋楓又紅》，請來寇世勳與沈時華演情侶。《昨夜星辰》再次將寇世勳與沈時華湊在一起。

## 主要演員
- 田　豐 飾 邱明淵
- 寇世勳 飾 吳應強
- 謝屏楠 飾 邱偉隆
- 沈時華 飾 邱素雲
- 馬之秦 飾 陳玉琴
- 張詠詠 飾 陳秋香
- 方　龍 飾 阿慶伯
- 張佩華 飾 周建邦
- 樊日行 飾 林天風

## 獎項紀錄
| 年份   | 頒獎典禮     | 獎項             | 入圍者 | 結果 | 參考資料 |
| ------ | ------------ | ---------------- | ------ | ---- | -------- |
| 1985年 | 第20屆金鐘獎 | 戲劇節目女主角獎 | 馬之秦 | 獲獎 | [ 2 ]    |

## 主題曲
| 曲名     | 作詞 | 作曲   | 演唱   | 製作     |
| 昨夜星辰 | 吳桓 | 張勇強 | 林淑容 | 飛羚唱片 |

## 外部連結
- YouTube上的昨夜星辰播放列表